# Rallye de Biguglia
 (juin 2025).
Si vous disposez d'ouvrages ou d'articles de référence ou si vous connaissez des sites web de qualité traitant du thème abordé ici, merci de compléter l'article en donnant les références utiles à sa vérifiabilité et en les liant à la section « Notes et références ».
 (juin 2025).
Motif : absence totale de sources secondaires indépendante, pérenne et de qualité sur cette source. Notoriété non démontrée
- Archive Wikiwix
- Bing
- Cairn
- DuckDuckGo
- E. Universalis
- Gallica
- Google
- G. Books
- G. News
- G. Scholar
- Persée
- Qwant
- (zh) Baidu
- (ru) Yandex

| 1. | Préciser le motif de la pose du bandeau. | Précisez le motif de la pose du bandeau en utilisant la syntaxe suivante : {{admissibilité à vérifier\|date=juillet 2025\|motif=remplacez ce texte par le motif}}                       |
| 2. | Informer les utilisateurs concernés.     | Pensez à avertir le créateur de l'article, par exemple, en insérant le code ci-dessous sur sa page de discussion : {{subst:avertissement admissibilité à vérifier\|Rallye de Biguglia}} |

Le Rallye de Biguglia est un rallye se situant en Corse, principalement sur la commune de Biguglia et les communes voisines. Il a été organisé par l'ASA Bastiaise de 1999 à 2011. Il comptait pour le Championnat de Corse des Rallyes organisé par la Ligue Corse du Sport Automobile, ainsi que pour la Finale de la Coupe de France des Rallyes amateurs.
La première édition qui a eu lieu le 1er Mai 1999, a été remporté par Pierre et Vincent Benazzi sur BMW M3. La dernière édition qui a eu lieu le 11 Juin 2011, a été remporté par Jean-Marc Manzagol et Etienne Patrone sur Renault Megane Maxi.
L'édition 2008 a été prématurément arrêtée suite a la découverte d'un corps inanimé aux alentours d'une épreuve chronométrée du rallye.

## Palmarès
| Palmarès | Palmarès              | Palmarès                | Palmarès            | Palmarès |
| -------- | --------------------- | ----------------------- | ------------------- | --- |
| Année    | Pilote                | Copilote                | Voiture             | Commentaires |
| 1999     | Pierre Benazzi        | Vincent Benazzi         | BMW M3              | |
| 2000     | Jean-Jacques Padovani | Guy Voillemier          | Renault Mégane Maxi | |
| 2001     | Jean-Pierre Manzagol  | Patricia Patrizi        | Peugeot 306 Maxi    | |
| 2002     | Jean-Pierre Manzagol  | Etienne Patrone         | Peugeot 306 Maxi    | |
| 2003     | Jean-Pierre Manzagol  | Nathalie Orsucci        | Peugeot 306 Maxi    | |
| 2004     | Pierre Benazzi        | Jean-Michel Esposito    | BMW 320i            | |
| 2005     | Jean-Marc Manzagol    | Elodie Manzagol-Damiani | Renault Mégane Maxi | |
| 2006     | Jean-Marc Manzagol    | Elodie Manzagol-Damiani | Renault Mégane Maxi | |
| 2007     | Jean-Marc Manzagol    | Elodie Manzagol-Damiani | Renault Mégane Maxi | |
| 2008     | Jean-Michel Pietri    | Nathalie Courrèges      | Renault Mégane Maxi | L'édition a été prématurément arrêtée suite a la découverte d'un corps inanimé aux alentours d'une épreuve chronométrée du rallye. |
| 2009     | Pierre Benazzi        | Vincent Benazzi         | BMW 318 Ti Compact  | |
| 2010     | Jean-Marc Manzagol    | Etienne Patrone         | Renault Mégane Maxi | |
| 2011     | Jean-Marc Manzagol    | Etienne Patrone         | Renault Mégane Maxi | |

### Nombre de victoires par pilote
| Pilote                | Nombre |
| --------------------- | ------ |
| Jean-Marc Manzagol    | 5x     |
| Pierre Benazzi        | 3x     |
| Jean-Pierre Manzagol  | 3x     |
| Jean-Jacques Padovani | 1x     |
| Jean-Michel Pietri    | 1x     |

Le pilote qui détient le plus de victoires sur cette épreuve est Jean-Marc Manzagol avec 5 victoires.

### Nombre de victoires par copilote
| Copilote                | Nombre |
| ----------------------- | ------ |
| Elodie Manzagol-Damiani | 3x     |
| Etienne Patrone         | 3x     |
| Vincent Benazzi         | 2x     |
| Nathalie Courrèges      | 1x     |
| Jean-Michel Esposito    | 1x     |
| Nathalie Orsucci        | 1x     |
| Patricia Patrizi        | 1x     |
| Guy Voillemier          | 1x     |

Les copilotes qui détiennent le plus de victoires sur cette épreuve sont Elodie Manzagol-Damiani et Etienne Patrone avec 3 victoires.